# Вятское наместничество
Вя́тское наме́стничество — административно-территориальная единица Российской империи, существовавшая в 1780—1796 годах. Состояла из 13 уездов.
Вятское наместничество с наместническим правлением учреждено именным Высочайшим Указом от 11 сентября 1780 года из Вятской и частей Свияжской и Казанской провинций Казанской губернии. Административным центром нового наместничества стал город Хлынов, который по этому поводу особым указом императрицы Екатерины II был переименован в город Вятку. Были образованы новые города — Глазов (до этого село Глазово), Нолинск (до этого село Ноли) и Сарапул (ранее — дворцовое село).
Указом от 31 декабря 1796 года Вятское наместничество было преобразовано в Вятскую губернию, а наместническое правление — в губернское.

## Состав

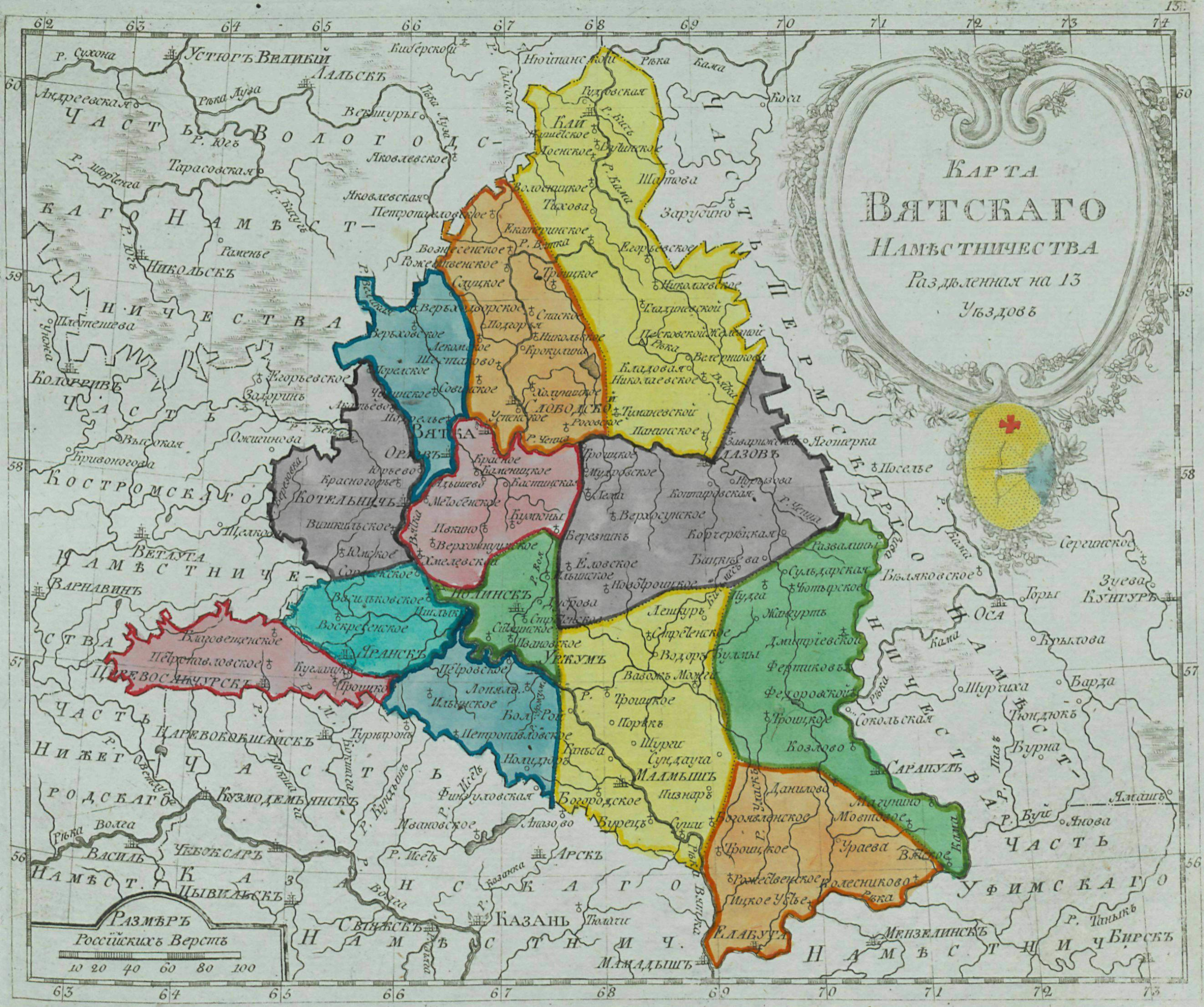
Вятское наместничество, 1792 год

- Вятский уезд
- Слободский уезд
- Кайгородский уезд
- Котельнический уезд
- Орловский уезд
- Яранский уезд
- Царевосанчурский уезд
- Уржумский уезд
- Нолинский уезд
- Малмыжский уезд
- Глазовский уезд
- Сарапульский уезд
- Елабужский уезд

## Руководители наместничества

### Генерал-губернаторы
- 1780—1782 — Ступишин, Алексей Алексеевич
- 1783 — Ребиндер, Иван Михайлович
- 1783—1792 — Мещерский, Платон Степанович
- 1792—1796 — Голенищев-Кутузов, Михаил Илларионович

### Правители наместничества
- 01.01.1780 — 08.04.1785 — Жихарев, Степан Данилович
- 08.04.1785 — 01.04.1796 — Желтухин, Фёдор Фёдорович
- 01.04.1796 — 05.09.1798 — Зиновьев, Сергей Никитич